# アカデミー助演男優賞
アカデミー助演男優賞（アカデミーじょえんだんゆうしょう、Academy Award for Best Supporting Actor）は、アカデミー賞の一部門で、1936年の第9回からとりいれられた。初期の受賞者に与えられたのはオスカー像ではなく、オスカー像の描かれた楯が贈呈され、1944年に開催された第16回授賞式からは、実物大の像が贈られるようになった。
最年少受賞者はティモシー・ハットンの20歳、最年少候補者はジャスティン・ヘンリーの8歳。最年長受賞者はクリストファー・プラマーの82歳、最年長候補者はクリストファー・プラマーの88歳。
最多受賞者は3回受賞のウォルター・ブレナン。2回受賞経験者はマハーシャラ・アリ、マイケル・ケイン、メルヴィン・ダグラス、アンソニー・クイン、ジェイソン・ロバーズ、ピーター・ユスティノフ、クリストフ・ヴァルツの7人。最多候補者はウォルター・ブレナン、ジェフ・ブリッジス、ロバート・デュヴァル、アーサー・ケネディ、ジャック・ニコルソン、アル・パチーノ、クロード・レインズの4回。
ヒース・レジャーは死後に受賞。また、ラルフ・リチャードソンも死後にノミネートされた。

## 統計
| 最高記録                 | 主演男優                                      | 主演男優 | 助演男優                                                                        | 助演男優 | 合算                                                             | 合算 |
| ------------------------ | --------------------------------------------- | -------- | ------------------------------------------------------------------------------- | -------- | ---------------------------------------------------------------- | ---- |
| 最多受賞者               | ダニエル・デイ＝ルイス                        | 3回      | ウォルター・ブレナン                                                            | 3回      | ダニエル・デイ＝ルイス ウォルター・ブレナン ジャック・ニコルソン | 3回  |
| 最多候補者               | スペンサー・トレイシー ローレンス・オリヴィエ | 9回      | ジャック・ニコルソン クロード・レインズ アーサー・ケネディ ウォルター・ブレナン | 4回      | ジャック・ニコルソン                                             | 12回 |
| 受賞経験無しの最多候補者 | ピーター・オトゥール                          | 8回      | クロード・レインズ アーサー・ケネディ                                           | 4回      | ピーター・オトゥール                                             | 8回  |
| 複数の候補者を持つ作品   | 『戦艦バウンティ号の叛乱』                    | 3人      | 『波止場』 『ゴッドファーザー』 『ゴッドファーザー PART II』                    | 3人      | 『波止場』 『ゴッドファーザー』 『ゴッドファーザー PART II』     | 4人  |
| 最年長受賞者             | アンソニー・ホプキンス                        | 83歳     | クリストファー・プラマー                                                        | 82歳     | アンソニー・ホプキンス                                           | 83歳 |
| 最年長候補者             | アンソニー・ホプキンス                        | 83歳     | クリストファー・プラマー                                                        | 88歳     | クリストファー・プラマー                                         | 88歳 |
| 最年少受賞者             | エイドリアン・ブロディ                        | 29歳     | ティモシー・ハットン                                                            | 20歳     | ティモシー・ハットン                                             | 20歳 |
| 最年少候補者             | ジャッキー・クーパー                          | 9歳      | ジャスティン・ヘンリー                                                          | 8歳      | ジャスティン・ヘンリー                                           | 8歳  |

## 受賞一覧

### 1930年代
| 年                       | 男優名                       | 作品名                                           | 役名 |
| ------------------------ | ---------------------------- | ------------------------------------------------ | ---- |
| 1936年 （第9回）         |                              |                                                  |      |
| ウォルター・ブレナン     | 大自然の凱歌                 | スワン・ボストロム                               |      |
| ミシャ・オウア           | 襤褸と宝石                   | カルロ                                           |      |
| スチュアート・アーウィン | フットボール・パレード       | アモス・ドッド                                   |      |
| ベイジル・ラスボーン     | ロミオとジュリエット         | ティボルト                                       |      |
| エイキム・タミロフ       | 将軍暁に死す                 | ヤン将軍                                         |      |
| 1937年 （第10回）        |                              |                                                  |      |
| ジョセフ・シルドクラウト | ゾラの生涯                   | アルフレド・ドレフュス                           |      |
| ラルフ・ベラミー         | 新婚道中記                   | ダン・リーソン                                   |      |
| トーマス・ミッチェル     | ハリケーン                   | ケルサン医師                                     |      |
| H・B・ワーナー           | 失はれた地平線               | チャン                                           |      |
| ローランド・ヤング       | 天国漫歩                     | コスモ・トッパー                                 |      |
| 1938年 （第11回）        |                              |                                                  |      |
| ウォルター・ブレナン     | Kentucky                     | ピーター・グッドウィン                           |      |
| ジョン・ガーフィールド   | 四人の姉妹                   | ミッキー・ボーデン                               |      |
| ジーン・ロックハート     | カスバの恋                   | レジス                                           |      |
| ロバート・モーレイ       | マリー・アントアネットの生涯 | ルイ16世                                         |      |
| ベイジル・ラスボーン     | 放浪の王者                   | ルイ11世                                         |      |
| 1939年 （第12回）        |                              |                                                  |      |
| トーマス・ミッチェル     | 駅馬車                       | ジョサイア・ブーン医師                           |      |
| ブライアン・エイハーン   | 革命児ファレス               | メキシコ皇帝マクシミリアン・フォン・ハプスブルク |      |
| ハリー・ケリー           | スミス都へ行く               | 上院議長                                         |      |
| ブライアン・ドンレヴィ   | ボー・ジェスト               | マーコフ軍曹                                     |      |
| クロード・レインズ       | スミス都へ行く               | ジョセフ・ハリソン・ペイン上院議員               |      |

### 1940年代
| 年                           | 男優名                           | 作品名                                         | 役名 |
| ---------------------------- | -------------------------------- | ---------------------------------------------- | ---- |
| 1940年 （第13回）            |                                  |                                                |      |
| ウォルター・ブレナン         | 西部の男                         | ロイ・ビーン                                   |      |
| アルベルト・バッサーマン     | 海外特派員                       | ヴァン・メア                                   |      |
| ウィリアム・ガーガン         | They Knew What They Wanted       | ジョー                                         |      |
| ジャック・オーキー           | 独裁者                           | ベンツィーニ・ナパロニ（バクテリア国の独裁者） |      |
| ジェームズ・スティーヴンソン | 月光の女                         | ハワード・ジョイス                             |      |
| 1941年 （第14回）            |                                  |                                                |      |
| ドナルド・クリスプ           | わが谷は緑なりき                 | ギルム・モーガン                               |      |
| ウォルター・ブレナン         | ヨーク軍曹                       | ロジエ・パイル牧師                             |      |
| チャールズ・コバーン         | The Devil and Miss Jones         | ジョン・P・メリック                            |      |
| ジェームズ・グリーソン       | 幽霊紐育を歩く                   | マックス・コークル                             |      |
| シドニー・グリーンストリート | マルタの鷹                       | カスパー・ガットマン                           |      |
| 1942年 （第15回）            |                                  |                                                |      |
| ヴァン・ヘフリン             | ジョニー・イーガー               | ジェフ・ハートネット                           |      |
| ウィリアム・ベンディックス   | Wake Island                      | Pvt. Aloysius "Smacksie" Randall               |      |
| ウォルター・ヒューストン     | ヤンキー・ドゥードゥル・ダンディ | ジェリー・コーハン                             |      |
| フランク・モーガン           | Tortilla Flat                    | 海賊                                           |      |
| ヘンリー・トラヴァース       | ミニヴァー夫人                   | ジェームズ・バラード                           |      |
| 1943年 （第16回）            |                                  |                                                |      |
| チャールズ・コバーン         | 陽気なルームメイト               | ベンジャミン・ディングル                       |      |
| チャールズ・ビックフォード   | 聖処女                           | ペラマール神父                                 |      |
| J・キャロル・ナイシュ        | サハラ戦車隊                     | ジュセッペ                                     |      |
| クロード・レインズ           | カサブランカ                     | ルイ・ルノー署長                               |      |
| エイキム・タミロフ           | 誰が為に鐘は鳴る                 | パブロ                                         |      |
| 1944年 （第17回）            |                                  |                                                |      |
| バリー・フィッツジェラルド   | 我が道を往く                     | フィッツギボン神父                             |      |
| ヒューム・クローニン         | 第七の十字架                     | ポール                                         |      |
| クロード・レインズ           | 愛の終焉                         | ジョブ・スケフィントン                         |      |
| クリフトン・ウェッブ         | ローラ殺人事件                   | ウォルド・ライデッカー                         |      |
| モンティ・ウーリー           | 君去りし後                       | ウィリアム・G・スモレット大佐                  |      |
| 1945年 （第18回）            |                                  |                                                |      |
| ジェームズ・ダン             | ブルックリン横丁                 | ジョニー・ノーラン                             |      |
| マイケル・チェーホフ         | 白い恐怖                         | アレックス・ブルロフ博士                       |      |
| ジョン・ドール               | 小麦は緑                         | モーガン・エヴァンス                           |      |
| ロバート・ミッチャム         | G・I・ジョウ                     | ウォーカー                                     |      |
| J・キャロル・ネイシュ        | ベニイの勲章                     | チャーリー・マーティン                         |      |
| 1946年 （第19回）            |                                  |                                                |      |
| ハロルド・ラッセル           | 我等の生涯の最良の年             | ホーマー・パリッシュ                           |      |
| チャールズ・コバーン         | 育ちゆく年                       | アレクサンダー・ガオ                           |      |
| ウィリアム・デマレスト       | ジョルスン物語                   | スティーヴ・マーティン                         |      |
| クロード・レインズ           | 汚名                             | アレクサンダー・セバスチャン                   |      |
| クリフトン・ウェッブ         | 剃刀の刃                         | エリオット・テンプルトン                       |      |
| 1947年 （第20回）            |                                  |                                                |      |
| エドマンド・グウェン         | 三十四丁目の奇蹟                 | クリス・クリングル                             |      |
| チャールズ・ビックフォード   | ミネソタの娘                     | ジョゼフ・クランシー                           |      |
| トーマス・ゴメス             | Ride the Pink Horse              | パンチョ                                       |      |
| ロバート・ライアン           | 十字砲火                         | モンゴメリー                                   |      |
| リチャード・ウィドマーク     | 死の接吻                         | トミー・ユードー                               |      |
| 1948年 （第21回）            |                                  |                                                |      |
| ウォルター・ヒューストン     | 黄金                             | ハワード                                       |      |
| チャールズ・ビックフォード   | ジョニー・ベリンダ               | ブラック・マクドナルド                         |      |
| ホセ・フェラー               | ジャンヌ・ダーク                 | フランス王シャルル7世                          |      |
| オスカー・ホモルカ           | ママの想い出                     | クリス・ハルヴォーセン                         |      |
| セシル・ケラウェイ           | 幸福の森                         | Horace (A Leprechaun)                          |      |
| 1949年 （第22回）            |                                  |                                                |      |
| ディーン・ジャガー           | 頭上の敵機                       | ハーヴィ・ストーバル少佐                       |      |
| ジョン・アイアランド         | オール・ザ・キングスメン         | ジャック・バーデン                             |      |
| アーサー・ケネディ           | チャンピオン                     | コニー・ケリー                                 |      |
| ラルフ・リチャードソン       | 女相続人                         | オースティン・スローパー博士                   |      |
| ジェームズ・ホイットモア     | 戦場                             | キニー軍曹                                     |      |

### 1950年代
| 年                               | 男優名                   | 作品名                           | 役名 |
| -------------------------------- | ------------------------ | -------------------------------- | ---- |
| 1950年 （第23回）                |                          |                                  |      |
| ジョージ・サンダース             | イヴの総て               | アディソン・ドゥイット           |      |
| ジェフ・チャンドラー             | 折れた矢                 | コチース                         |      |
| エドマンド・グウェン             | Mister 880               | "スキッパー"・ミラー             |      |
| サム・ジャッフェ                 | アスファルト・ジャングル | ドック                           |      |
| エリッヒ・フォン・シュトロハイム | サンセット大通り         | マックス                         |      |
| 1951年 （第24回）                |                          |                                  |      |
| カール・マルデン                 | 欲望という名の電車       | ハロルド・"ミッチ"・ミッチェル   |      |
| レオ・ゲン                       | クォ・ヴァディス         | ペトロニウス                     |      |
| ケヴィン・マッカーシー           | セールスマンの死         | ビフ・ローマン                   |      |
| ピーター・ユスティノフ           | クォ・ヴァディス         | ネロ                             |      |
| ギグ・ヤング                     | 六年目の誘惑             | ボイド・コープランド             |      |
| 1952年 （第25回）                |                          |                                  |      |
| アンソニー・クイン               | 革命児サパタ             | ユーフェミオ・サパタ             |      |
| リチャード・バートン             | 謎の佳人レイチェル       | フィリップ・アシュレー           |      |
| アーサー・ハニカット             | 果てしなき蒼空           | ゼブ・キャロウェイ ナレーター    |      |
| ヴィクター・マクラグレン         | 静かなる男               | ウィル・"レッド"・ダナハー       |      |
| ジャック・パランス               | 突然の恐怖               | レスター・ブレイン               |      |
| 1953年 （第26回）                |                          |                                  |      |
| フランク・シナトラ               | 地上より永遠に           | アンジェロ・マジオ               |      |
| エディ・アルバート               | ローマの休日             | アーヴィング・ロドヴィッチ       |      |
| ブランドン・デ・ワイルド         | シェーン                 | ジョーイ・スターレット           |      |
| ジャック・パランス               | シェーン                 | ジャック・ウィルソン             |      |
| ロバート・ストラウス             | 第十七捕虜収容所         | アニマル                         |      |
| 1954年 （第27回）                |                          |                                  |      |
| エドモンド・オブライエン         | 裸足の伯爵夫人           | オスカー・マルドゥーン           |      |
| リー・J・コッブ                  | 波止場                   | ジョニー・フレンドリー           |      |
| カール・マルデン                 | 波止場                   | バリー神父                       |      |
| ロッド・スタイガー               | 波止場                   | チャーリー・"ザ・ゲント"・マロイ |      |
| トム・タリー                     | ケイン号の叛乱           | デヴリース中佐                   |      |
| 1955年 （第28回）                |                          |                                  |      |
| ジャック・レモン                 | ミスタア・ロバーツ       | フランク・パルバー               |      |
| アーサー・ケネディ               | アメリカの戦慄           | バーニー・キャッスル             |      |
| ジョー・マンテル                 | マーティ                 | アンジー                         |      |
| サル・ミネオ                     | 理由なき反抗             | ジョン・"プラトン"・クロフォード |      |
| アーサー・オコンネル             | ピクニック               | ハワード                         |      |
| 1956年 （第29回）                |                          |                                  |      |
| アンソニー・クイン               | 炎の人ゴッホ             | ポール・ゴーギャン               |      |
| ドン・マレー                     | バス停留所               | ボーレガード・"ボー"・デッカー   |      |
| アンソニー・パーキンス           | 友情ある説得             | ジョシュ・バードウェル           |      |
| ミッキー・ルーニー               | 戦塵                     | ドゥーリー                       |      |
| ロバート・スタック               | 風と共に散る             | カイル・ハドリー                 |      |
| 1957年 （第30回）                |                          |                                  |      |
| レッド・バトンズ                 | サヨナラ                 | エアマン・ジョー・ケリー         |      |
| ヴィットリオ・デ・シーカ         | 武器よさらば             | アレッサンドロ・リナルディ少佐   |      |
| 早川雪洲                         | 戦場にかける橋           | 斉藤大佐                         |      |
| アーサー・ケネディ               | 青春物語                 | ルーカス・クロス                 |      |
| ラス・タンブリン                 | 青春物語                 | ノーマン・ペイジ                 |      |
| 1958年 （第31回）                |                          |                                  |      |
| バール・アイヴス                 | 大いなる西部             | ルーファス・ヘネシー             |      |
| セオドア・ビケル                 | 手錠のまゝの脱獄         | マックス・ミュラー保安官         |      |
| リー・J・コッブ                  | カラマゾフの兄弟         | フョードル・カラマゾフ           |      |
| アーサー・ケネディ               | 走り来る人々             | フンラク・ハーシュ               |      |
| ギグ・ヤング                     | 先生のお気に入り         | ヒューゴ・パイン博士             |      |
| 1959年 （第32回）                |                          |                                  |      |
| ヒュー・グリフィス               | ベン・ハー               | シーク・イルデリム               |      |
| アーサー・オコンネル             | 或る殺人                 | パーネル・エメット・マッカーシー |      |
| ジョージ・C・スコット            | 或る殺人                 | ダンサー                         |      |
| ロバート・ヴォーン               | 都会のジャングル         | チェスター・"チェット"・グウィン |      |
| エド・ウィン                     | アンネの日記             | フリッツ・プフェファー           |      |

### 1960年代
| 年                            | 男優名                             | 作品名                                | 役名 |
| ----------------------------- | ---------------------------------- | ------------------------------------- | ---- |
| 1960年 （第33回）             |                                    |                                       |      |
| ピーター・ユスティノフ        | スパルタカス                       | レントゥルス・バティアトゥス          |      |
| ピーター・フォーク            | 殺人会社                           | エイブ・レルズ                        |      |
| ジャック・クルーシェン        | アパートの鍵貸します               | ドレイファス医師                      |      |
| サル・ミネオ                  | 栄光への脱出                       | ドヴ・ランダウ                        |      |
| チル・ウィルス                | アラモ                             | 蜂蜜屋                                |      |
| 1961年 （第34回）             |                                    |                                       |      |
| ジョージ・チャキリス          | ウエスト・サイド物語               | ベルナルド・ヌニェス                  |      |
| モンゴメリー・クリフト        | ニュールンベルグ裁判               | ルドルフ・ピーターセン                |      |
| ピーター・フォーク            | ポケット一杯の幸福                 | ジョイ・ボーイ                        |      |
| ジャッキー・グリーソン        | ハスラー                           | ミネソタ・ファッツ                    |      |
| ジョージ・C・スコット（辞退） | ハスラー                           | バート・ゴードン                      |      |
| 1962年 （第35回）             |                                    |                                       |      |
| エド・ベグリー                | 渇いた太陽                         | トム・"ボス"・フィンレー              |      |
| ヴィクター・ブオノ            | 何がジェーンに起ったか?            | エドウィン・フラッグ                  |      |
| テリー・サバラス              | 終身犯                             | フェト・ゴメス                        |      |
| オマル・シャリーフ            | アラビアのロレンス                 | ハリト族のシャリーフ・アリ            |      |
| テレンス・スタンプ            | 奴隷戦艦                           | ビリー・バッド                        |      |
| 1963年 （第36回）             |                                    |                                       |      |
| メルヴィン・ダグラス          | ハッド                             | ホーマー・バノン                      |      |
| ニック・アダムス              | Twilight of Honor                  | ベン・ブラウン                        |      |
| ボビー・ダーリン              | ニューマンという男                 | ジム・トンプキンス伍長                |      |
| ヒュー・グリフィス            | トム・ジョーンズの華麗な冒険       | スクワイア・ウェスタン                |      |
| ジョン・ヒューストン          | 枢機卿                             | グレノン枢機卿                        |      |
| 1964年 （第37回）             |                                    |                                       |      |
| ピーター・ユスティノフ        | トプカピ                           | アーサー・サイモン・シンプソン        |      |
| ジョン・ギールグッド          | ベケット                           | フランス王ルイ7世                     |      |
| スタンリー・ホロウェイ        | マイ・フェア・レディ               | アルフレッド・ドゥーリトル            |      |
| エドモンド・オブライエン      | 五月の七日間                       | レイモンド・クラーク上院議員          |      |
| リー・トレイシー              | 最後の勝利者                       | President Art Hockstader              |      |
| 1965年 （第38回）             |                                    |                                       |      |
| マーティン・バルサム          | 裏街・太陽の天使                   | アーノルド・バーンズ                  |      |
| イアン・バネン                | 飛べ!フェニックス                  | クロウ                                |      |
| トム・コートネイ              | ドクトル・ジバゴ                   | パーシャ・アンティポフ/ストレルニコフ |      |
| マイケル・ダン                | 愚か者の船                         | カール・グロッケン                    |      |
| フランク・フィンレー          | オセロ                             | イアーゴ                              |      |
| 1966年 （第39回）             |                                    |                                       |      |
| ウォルター・マッソー          | 恋人よ帰れ!わが胸に                | ウィリー・ギングリッチ                |      |
| マコ岩松                      | 砲艦サンパブロ                     | ポー・ハン                            |      |
| ジェームズ・メイソン          | ジョージー・ガール                 | ジェームズ・リーミントン              |      |
| ジョージ・シーガル            | バージニア・ウルフなんかこわくない | ニック                                |      |
| ロバート・ショウ              | わが命つきるとも                   | イングランド王ヘンリー8世             |      |
| 1967年 （第40回）             |                                    |                                       |      |
| ジョージ・ケネディ            | 暴力脱獄                           | ドラグライン                          |      |
| ジョン・カサヴェテス          | 特攻大作戦                         | ヴィクター・R・フランコ               |      |
| ジーン・ハックマン            | 俺たちに明日はない                 | バック・バロウ                        |      |
| セシル・ケラウェイ            | 招かれざる客                       | モンシニョール・マイク・ライアン      |      |
| マイケル・J・ポラード         | 俺たちに明日はない                 | C・W・モス                            |      |
| 1968年 （第41回）             |                                    |                                       |      |
| ジャック・アルバートソン      | The Subject Was Roses              | ジョン・クリアリー                    |      |
| シーモア・カッセル            | フェイシズ                         | チェット                              |      |
| ダニエル・マッセイ            | スター!                            | ノエル・カワード                      |      |
| ジャック・ワイルド            | オリバー!                          | ジャック・"ドジャー"・ドーキンズ      |      |
| ジーン・ワイルダー            | プロデューサーズ                   | レオ・ブルーム                        |      |
| 1969年 （第42回）             |                                    |                                       |      |
| ギグ・ヤング                  | ひとりぼっちの青春                 | ロッキー                              |      |
| ルパート・クロス              | 華麗なる週末                       | ネッド                                |      |
| エリオット・グールド          | ボブ&キャロル&テッド&アリス        | テッド・ヘンダーソン                  |      |
| ジャック・ニコルソン          | イージー・ライダー                 | ジョージ・ハンソン                    |      |
| アンソニー・クエイル          | 1000日のアン                       | トマス・ウルジー                      |      |

### 1970年代
| 年                           | 男優名                          | 作品名                                   | 役名 |
| ---------------------------- | ------------------------------- | ---------------------------------------- | ---- |
| 1970年 （第43回）            |                                 |                                          |      |
| ジョン・ミルズ               | ライアンの娘                    | マイケル                                 |      |
| リチャード・S・カステラーノ  | ふたりの誓い                    | フランク・ベッキオ                       |      |
| チーフ・ダン・ジョージ       | 小さな巨人                      | オールド・ロッジ・スキンズ               |      |
| ジーン・ハックマン           | 父の肖像                        | ジーン・ギャリソン                       |      |
| ジョン・マーレー             | ある愛の詩                      | フィル・カヴァレリ                       |      |
| 1971年 （第44回）            |                                 |                                          |      |
| ベン・ジョンソン             | ラスト・ショー                  | サム                                     |      |
| ジェフ・ブリッジス           | ラスト・ショー                  | デュエーン・ジャクソン                   |      |
| レオナルド・フレイ           | 屋根の上のバイオリン弾き        | モーテル                                 |      |
| リチャード・ジャッケル       | オレゴン大森林/わが緑の大地     | ジョー・ベン・スタンパー                 |      |
| ロイ・シャイダー             | フレンチ・コネクション          | バディ・"クラウディ"・ラソー             |      |
| 1972年 （第45回）            |                                 |                                          |      |
| ジョエル・グレイ             | キャバレー                      | 司会者                                   |      |
| エディ・アルバート           | ふたり自身                      | コーコラン氏                             |      |
| ジェームズ・カーン           | ゴッドファーザー                | ソニー・コルレオーネ                     |      |
| ロバート・デュヴァル         | ゴッドファーザー                | トム・ヘイゲン                           |      |
| アル・パチーノ               | ゴッドファーザー                | マイケル・コルレオーネ                   |      |
| 1973年 （第46回）            |                                 |                                          |      |
| ジョン・ハウスマン           | ペーパーチェイス                | チャールズ・W・キングスフィールド・Jr.   |      |
| ヴィンセント・ガーディニア   | バング・ザ・ドラム              | ダッチ・シュネル                         |      |
| ジャック・ギルフォード       | セイブ・ザ・タイガー            | フィル・グリーン                         |      |
| ジェイソン・ミラー           | エクソシスト                    | デミアン・カラス                         |      |
| ランディ・クエイド           | さらば冬のかもめ                | ラリー・メドウズ                         |      |
| 1974年 （第47回）            |                                 |                                          |      |
| ロバート・デ・ニーロ         | ゴッドファーザー PART II        | ヴィトー・コルレオーネ                   |      |
| フレッド・アステア           | タワーリング・インフェルノ      | ハーリー・クレイボーン                   |      |
| ジェフ・ブリッジス           | サンダーボルト                  | ライトフット                             |      |
| マイケル・V・ガッツォ        | ゴッドファーザー PART II        | フランク・ペンタンジェリ                 |      |
| リー・ストラスバーグ         | ゴッドファーザー PART II        | ハイマン・ロス                           |      |
| 1975年 （第48回）            |                                 |                                          |      |
| ジョージ・バーンズ           | サンシャイン・ボーイズ          | アル・ルイス                             |      |
| ブラッド・ドゥーリフ         | カッコーの巣の上で              | ビリー・ビビット                         |      |
| バージェス・メレディス       | イナゴの日                      | ハリー・グリーナー                       |      |
| クリス・サランドン           | 狼たちの午後                    | レオン・シャーマー                       |      |
| ジャック・ウォーデン         | シャンプー                      | レスター・カープ                         |      |
| 1976年 （第49回）            |                                 |                                          |      |
| ジェイソン・ロバーズ         | 大統領の陰謀                    | ベン・ブラッドリー                       |      |
| ネッド・ビーティ             | ネットワーク                    | アーサー・ジェンセン                     |      |
| バージェス・メレディス       | ロッキー                        | ミッキー・ゴールドマイル                 |      |
| ローレンス・オリヴィエ       | マラソンマン                    | クリスチャン・ゼル博士                   |      |
| バート・ヤング               | ロッキー                        | ポーリー・ペニノ                         |      |
| 1977年 （第50回）            |                                 |                                          |      |
| ジェイソン・ロバーズ         | ジュリア                        | ダシール・ハメット                       |      |
| ミハイル・バリシニコフ       | 愛と喝采の日々                  | ユーリ                                   |      |
| ピーター・ファース           | エクウス                        | アラン・ストラング                       |      |
| アレック・ギネス             | スター・ウォーズ                | オビ＝ワン・ケノービ                     |      |
| マクシミリアン・シェル       | ジュリア                        | ヨハン                                   |      |
| 1978年 （第51回）            |                                 |                                          |      |
| クリストファー・ウォーケン   | ディア・ハンター                | ニコナー・"ニック"・チェヴォタレヴィッチ |      |
| ブルース・ダーン             | 帰郷                            | ボブ・ハイド大尉                         |      |
| リチャード・ファーンズワース | カムズ・ア・ホースマン          | ドジャー                                 |      |
| ジョン・ハート               | ミッドナイト・エクスプレス      | マックス                                 |      |
| ジャック・ウォーデン         | 天国から来たチャンピオン        | マックス・コークル                       |      |
| 1979年 （第52回）            |                                 |                                          |      |
| メルヴィン・ダグラス         | チャンス                        | ベンジャミン・ターンブル・ランド         |      |
| ロバート・デュヴァル         | 地獄の黙示録                    | ビル・キルゴア中佐                       |      |
| フレデリック・フォレスト     | ローズ                          | ヒューストン・ダイアー                   |      |
| ジャスティン・ヘンリー       | クレイマー、クレイマー          | ビリー・クレイマー                       |      |
| ミッキー・ルーニー           | ワイルド・ブラック/少年の黒い馬 | ヘンリー・ダイリー                       |      |

### 1980年代
| 年                                 | 男優名                                       | 作品名                             | 役名 |
| ---------------------------------- | -------------------------------------------- | ---------------------------------- | ---- |
| 1980年 （第53回）                  |                                              |                                    |      |
| ティモシー・ハットン               | 普通の人々                                   | コンラッド・ジャレット             |      |
| ジャド・ハーシュ                   | 普通の人々                                   | タイロン・C・バーガー医師          |      |
| マイケル・オキーフ                 | パパ                                         | ベン・ミーチャム                   |      |
| ジョー・ペシ                       | レイジング・ブル                             | ジョーイ・ラモッタ                 |      |
| ジェイソン・ロバーズ               | メルビンとハワード                           | ハワード・ヒューズ                 |      |
| 1981年 （第54回）                  |                                              |                                    |      |
| ジョン・ギールグッド               | ミスター・アーサー                           | ホブスン                           |      |
| ジェームズ・ココ                   | 泣かないで                                   | ジミー・ペリー                     |      |
| イアン・ホルム                     | 炎のランナー                                 | サム・ムサビーニ                   |      |
| ジャック・ニコルソン               | レッズ                                       | ユージン・オニール                 |      |
| ハワード・ロリンズ                 | ラグタイム                                   | コールハウス・ウォーカー・Jr       |      |
| 1982年 （第55回）                  |                                              |                                    |      |
| ルイス・ゴセット・ジュニア         | 愛と青春の旅だち                             | エミール・フォーリー軍曹           |      |
| チャールズ・ダーニング             | テキサス1の赤いバラ                          | 知事                               |      |
| ジョン・リスゴー                   | ガープの世界                                 | ロバータ・マルドゥーン             |      |
| ジェームズ・メイソン               | 評決                                         | エド・コンキャノン                 |      |
| ロバート・プレストン               | ビクター/ビクトリア                          | キャロル・"トディー"・トッド       |      |
| 1983年 （第56回）                  |                                              |                                    |      |
| ジャック・ニコルソン               | 愛と追憶の日々                               | ギャレット・ブリードラヴ           |      |
| チャールズ・ダーニング             | メル・ブルックスの大脱走                     | エアハルト大佐                     |      |
| ジョン・リスゴー                   | 愛と追憶の日々                               | サム・バーンズ                     |      |
| サム・シェパード                   | ライトスタッフ                               | チャック・イェーガー               |      |
| リップ・トーン                     | クロス・クリーク                             | マーシュ・ターナー                 |      |
| 1984年 （第57回）                  |                                              |                                    |      |
| ハイン・S・ニョール                | キリング・フィールド                         | ディス・プラン                     |      |
| アドルフ・シーザー                 | ソルジャー・ストーリー                       | ウォルターズ                       |      |
| ジョン・マルコヴィッチ             | プレイス・イン・ザ・ハート                   | ウィル                             |      |
| パット・モリタ                     | ベスト・キッド                               | ケースケ・ミヤギ                   |      |
| ラルフ・リチャードソン（死後候補） | グレイストーク -類人猿の王者- ターザンの伝説 | グレイストーク伯爵                 |      |
| 1985年 （第58回）                  |                                              |                                    |      |
| ドン・アメチー                     | コクーン                                     | アーサー・セルウィン               |      |
| クラウス・マリア・ブランダウアー   | 愛と哀しみの果て                             | ブロア                             |      |
| ウィリアム・ヒッキー               | 女と男の名誉                                 | コラード・プリッツィ               |      |
| ロバート・ロッジア                 | 白と黒のナイフ                               | サム・ランサム                     |      |
| エリック・ロバーツ                 | 暴走機関車                                   | バック                             |      |
| 1986年 （第59回）                  |                                              |                                    |      |
| マイケル・ケイン                   | ハンナとその姉妹                             | エリオット                         |      |
| トム・ベレンジャー                 | プラトーン                                   | ボブ・バーンズ2等軍曹              |      |
| ウィレム・デフォー                 | プラトーン                                   | エライアス・グロージョン3等軍曹    |      |
| デンホルム・エリオット             | 眺めのいい部屋                               | エマソン氏                         |      |
| デニス・ホッパー                   | 勝利への旅立ち                               | ウィルバー・"シューター"・フラッチ |      |
| 1987年 （第60回）                  |                                              |                                    |      |
| ショーン・コネリー                 | アンタッチャブル                             | ジム・マローン                     |      |
| アルバート・ブルックス             | ブロードキャスト・ニュース                   | アーロン・アルトマン               |      |
| モーガン・フリーマン               | NYストリート・スマート                       | ファスト・ブラック                 |      |
| ヴィンセント・ガーディニア         | 月の輝く夜に                                 | コスモ                             |      |
| デンゼル・ワシントン               | 遠い夜明け                                   | スティーヴ・ビコ                   |      |
| 1988年 （第61回）                  |                                              |                                    |      |
| ケヴィン・クライン                 | ワンダとダイヤと優しい奴ら                   | オットー・ウェスト                 |      |
| アレック・ギネス                   | Little Dorrit                                | ウィリアム・ドリット               |      |
| マーティン・ランドー               | タッカー                                     | エイブ・キャラッツ                 |      |
| リヴァー・フェニックス             | 旅立ちの時                                   | ダニー・ポープ                     |      |
| ディーン・ストックウェル           | 愛されちゃって、マフィア                     | トニー・"タイガー"・ルッソ         |      |
| 1989年 （第62回）                  |                                              |                                    |      |
| デンゼル・ワシントン               | グローリー                                   | トリップ                           |      |
| ダニー・アイエロ                   | ドゥ・ザ・ライト・シング                     | サル                               |      |
| ダン・エイクロイド                 | ドライビング Miss デイジー                   | ブーリー・ワサン                   |      |
| マーロン・ブランド                 | 白く渇いた季節                               | イアン・マッケンジー               |      |
| マーティン・ランドー               | ウディ・アレンの重罪と軽罪                   | ユダ・ローゼンタール               |      |

### 1990年代
| 年                               | 男優名                              | 作品名                                     | 役名 |
| -------------------------------- | ----------------------------------- | ------------------------------------------ | ---- |
| 1990年 （第63回）                |                                     |                                            |      |
| ジョー・ペシ                     | グッドフェローズ                    | トーマス・デヴィート                       |      |
| ブルース・デイヴィソン           | ロングタイム・コンパニオン          | デヴィッド                                 |      |
| アンディ・ガルシア               | ゴッドファーザー PART III           | ビンセント・マンシーニ＝コルレオーネ       |      |
| グラハム・グリーン               | ダンス・ウィズ・ウルブズ            | 蹴る鳥                                     |      |
| アル・パチーノ                   | ディック・トレイシー                | アルフォンス・"ビッグ・ボーイ"・キャプリス |      |
| 1991年 （第64回）                |                                     |                                            |      |
| ジャック・パランス               | シティ・スリッカーズ                | カーリー・ウォッシュバーン                 |      |
| トミー・リー・ジョーンズ         | JFK                                 | クレイ・ショー                             |      |
| ハーヴェイ・カイテル             | バグジー                            | ミッキー・コーエン                         |      |
| ベン・キングズレー               | バグジー                            | マイヤー・ランスキー                       |      |
| マイケル・ラーナー               | バートン・フィンク                  | ジャック・リップニック                     |      |
| 1992年 （第65回）                |                                     |                                            |      |
| ジーン・ハックマン               | 許されざる者                        | リトル・ビル・ダゲット                     |      |
| ジェイ・デヴィッドソン           | クライング・ゲーム                  | ディル                                     |      |
| ジャック・ニコルソン             | ア・フュー・グッドメン              | ネイサン・R・ジェセップ大佐                |      |
| アル・パチーノ                   | 摩天楼を夢みて                      | リッキー・ローマ                           |      |
| デヴィッド・ペイマー             | ミスター・サタデー・ナイト          | スタン・ヤング                             |      |
| 1993年 （第66回）                |                                     |                                            |      |
| トミー・リー・ジョーンズ         | 逃亡者                              | マーシャル・サミュエル・ジェラード         |      |
| レオナルド・ディカプリオ         | ギルバート・グレイプ                | アーニー・グレープ                         |      |
| レイフ・ファインズ               | シンドラーのリスト                  | アーモン・ゲート                           |      |
| ジョン・マルコヴィッチ           | ザ・シークレット・サービス          | ミッチ・リアリー                           |      |
| ピート・ポスルスウェイト         | 父の祈りを                          | ジュゼッペ・コンロン                       |      |
| 1994年 （第67回）                |                                     |                                            |      |
| マーティン・ランドー             | エド・ウッド                        | ベラ・ルゴシ                               |      |
| サミュエル・L・ジャクソン        | パルプ・フィクション                | ジュールス・ウィンフィールド               |      |
| チャズ・パルミンテリ             | ブロードウェイと銃弾                | チーチ                                     |      |
| ポール・スコフィールド           | クイズ・ショウ                      | マーク・ヴァン・ドーレン                   |      |
| ゲイリー・シニーズ               | フォレスト・ガンプ/一期一会         | ダン・テイラー                             |      |
| 1995年 （第68回）                |                                     |                                            |      |
| ケヴィン・スペイシー             | ユージュアル・サスペクツ            | ロジャー・"ヴァーバル"・キント             |      |
| ジェームズ・クロムウェル         | ベイブ                              | アーサー・ホゲット                         |      |
| エド・ハリス                     | アポロ13                            | ジーン・クランツ                           |      |
| ブラッド・ピット                 | 12モンキーズ                        | ジェフリー・ゴーインズ                     |      |
| ティム・ロス                     | ロブ・ロイ/ロマンに生きた男         | アーチボルド・カニンガム                   |      |
| 1996年 （第69回）                |                                     |                                            |      |
| キューバ・グッディング・ジュニア | ザ・エージェント                    | ロッド・ティドウェル                       |      |
| ウィリアム・H・メイシー          | ファーゴ                            | ジェリー・ランディガード                   |      |
| アーミン・ミューラー＝スタール   | シャイン                            | ピーター・ヘルフゴット                     |      |
| エドワード・ノートン             | 真実の行方                          | アーロン・スタンプラー                     |      |
| ジェームズ・ウッズ               | ゴースト・オブ・ミシシッピー        | バイロン・デ・ラ・ベックウィズ             |      |
| 1997年 （第70回）                |                                     |                                            |      |
| ロビン・ウィリアムズ             | グッド・ウィル・ハンティング/旅立ち | ショーン・マグワイア                       |      |
| ロバート・フォスター             | ジャッキー・ブラウン                | マックス・チェリー                         |      |
| アンソニー・ホプキンス           | アミスタッド                        | ジョン・クィンシー・アダムズ               |      |
| グレッグ・キニア                 | 恋愛小説家                          | サイモン・ビショップ                       |      |
| バート・レイノルズ               | ブギーナイツ                        | ジャック・ホーナー                         |      |
| 1998年 （第71回）                |                                     |                                            |      |
| ジェームズ・コバーン             | 白い刻印                            | グレン・ホワイトハウス                     |      |
| ロバート・デュヴァル             | シビル・アクション                  | ジェローム・フェイチャー                   |      |
| エド・ハリス                     | トゥルーマン・ショー                | クリストフ                                 |      |
| ジェフリー・ラッシュ             | 恋におちたシェイクスピア            | フィリップ・ヘンズロー                     |      |
| ビリー・ボブ・ソーントン         | シンプル・プラン                    | ジェイコブ・ミッチェル                     |      |
| 1999年 （第72回）                |                                     |                                            |      |
| マイケル・ケイン                 | サイダーハウス・ルール              | ウィルバー・ラーチ                         |      |
| トム・クルーズ                   | マグノリア                          | フランク・T・J・マッキー                   |      |
| マイケル・クラーク・ダンカン     | グリーンマイル                      | ジョン・コーフィ                           |      |
| ジュード・ロウ                   | リプリー                            | ディッキー・グリーンリーフ                 |      |
| ハーレイ・ジョエル・オスメント   | シックス・センス                    | コール・シアー                             |      |

### 2000年代
| 年                             | 男優名                                      | 作品名                                     | 役名 |
| ------------------------------ | ------------------------------------------- | ------------------------------------------ | ---- |
| 2000年 （第73回）              |                                             |                                            |      |
| ベニチオ・デル・トロ           | トラフィック                                | ハビエル・ロドリゲス                       |      |
| ジェフ・ブリッジス             | ザ・コンテンダー                            | ジャクソン・エヴァンズ                     |      |
| ウィレム・デフォー             | シャドウ・オブ・ヴァンパイア                | マックス・シュレック                       |      |
| アルバート・フィニー           | エリン・ブロコビッチ                        | エドワード・L・マスリー                    |      |
| ホアキン・フェニックス         | グラディエーター                            | コンモドゥス                               |      |
| 2001年 （第74回）              |                                             |                                            |      |
| ジム・ブロードベント           | アイリス                                    | ジョン・ベイリー                           |      |
| イーサン・ホーク               | トレーニング デイ                           | ジェイク・ホイト                           |      |
| ベン・キングズレー             | セクシー・ビースト                          | ドン・ローガン                             |      |
| イアン・マッケラン             | ロード・オブ・ザ・リング                    | ガンダルフ                                 |      |
| ジョン・ヴォイト               | ALI アリ                                    | ハワード・コセル                           |      |
| 2002年 （第75回）              |                                             |                                            |      |
| クリス・クーパー               | アダプテーション                            | ジョン・ラロシュ                           |      |
| エド・ハリス                   | めぐりあう時間たち                          | リチャード・ブラウン                       |      |
| ポール・ニューマン             | ロード・トゥ・パーディション                | ジョン・ルーニー                           |      |
| ジョン・C・ライリー            | シカゴ                                      | エイモス・ハート                           |      |
| クリストファー・ウォーケン     | キャッチ・ミー・イフ・ユー・キャン          | フランク・アバグネイル・シニア             |      |
| 2003年 （第76回）              |                                             |                                            |      |
| ティム・ロビンス               | ミスティック・リバー                        | デイヴ・ボイル                             |      |
| アレック・ボールドウィン       | The Cooler                                  | シェリー・キャプロウ                       |      |
| ベニチオ・デル・トロ           | 21グラム                                    | ジャック・ジョーダン                       |      |
| ジャイモン・フンスー           | イン・アメリカ/三つの小さな願いごと         | マテオ                                     |      |
| 渡辺謙                         | ラストサムライ                              | 勝元盛次                                   |      |
| 2004年 （第77回）              |                                             |                                            |      |
| モーガン・フリーマン           | ミリオンダラー・ベイビー                    | エディ・"スクラップ・アイアン"・デュプリス |      |
| アラン・アルダ                 | アビエイター                                | オーウェン・ブリュスター                   |      |
| トーマス・ヘイデン・チャーチ   | サイドウェイ                                | ジャック                                   |      |
| ジェイミー・フォックス         | コラテラル                                  | マックス・ドローチャー                     |      |
| クライヴ・オーウェン           | クローサー                                  | ラリー・グレイ                             |      |
| 2005年 （第78回）              |                                             |                                            |      |
| ジョージ・クルーニー           | シリアナ                                    | ボブ・バーンズ                             |      |
| マット・ディロン               | クラッシュ                                  | ジョン・ライアン                           |      |
| ポール・ジアマッティ           | シンデレラマン                              | ジョー・グールド                           |      |
| ジェイク・ジレンホール         | ブロークバック・マウンテン                  | ジャック・ツイスト                         |      |
| ウィリアム・ハート             | ヒストリー・オブ・バイオレンス              | リッチー・キューザック                     |      |
| 2006年 （第79回）              |                                             |                                            |      |
| アラン・アーキン               | リトル・ミス・サンシャイン                  | エドウィン・フーヴァー                     |      |
| ジャッキー・アール・ヘイリー   | リトル・チルドレン                          | ロニー・ジェームズ・マゴーヴィー           |      |
| ジャイモン・フンスー           | ブラッド・ダイヤモンド                      | ソロモン・バンディー                       |      |
| エディ・マーフィ               | ドリームガールズ                            | ジェームス・"サンダー"・アーリー           |      |
| マーク・ウォールバーグ         | ディパーテッド                              | ティグナム巡査部長                         |      |
| 2007年 （第80回）              |                                             |                                            |      |
| ハビエル・バルデム             | ノーカントリー                              | アントン・シガー                           |      |
| ケイシー・アフレック           | ジェシー・ジェームズの暗殺                  | ロバート・フォード                         |      |
| フィリップ・シーモア・ホフマン | チャーリー・ウィルソンズ・ウォー            | ガスト・アヴラコトス                       |      |
| ハル・ホルブルック             | イントゥ・ザ・ワイルド                      | ロン・フランツ                             |      |
| トム・ウィルキンソン           | フィクサー                                  | アーサー・イーデンス                       |      |
| 2008年 （第81回）              |                                             |                                            |      |
| ヒース・レジャー（死後の受賞） | ダークナイト                                | ジョーカー                                 |      |
| ジョシュ・ブローリン           | ミルク                                      | ダン・ホワイト                             |      |
| ロバート・ダウニー・Jr         | トロピック・サンダー/史上最低の作戦         | カーク・ラザラス                           |      |
| フィリップ・シーモア・ホフマン | ダウト〜あるカトリック学校で〜              | ブレンダン・フリン神父                     |      |
| マイケル・シャノン             | レボリューショナリー・ロード/燃え尽きるまで | ジョン・ギヴィングス                       |      |
| 2009年 （第82回）              |                                             |                                            |      |
| クリストフ・ヴァルツ           | イングロリアス・バスターズ                  | ハンス・ランダ大佐                         |      |
| マット・デイモン               | インビクタス/負けざる者たち                 | フランソワ・ピナール                       |      |
| ウディ・ハレルソン             | メッセンジャー                              | トニー・ストーン                           |      |
| クリストファー・プラマー       | 終着駅 トルストイ最後の旅                   | レフ・トルストイ                           |      |
| スタンリー・トゥッチ           | ラブリーボーン                              | ジョージ・ハーヴイ                         |      |

### 2010年代
| 年                             | 男優名                                            | 作品名                                     | 役名 |
| ------------------------------ | ------------------------------------------------- | ------------------------------------------ | ---- |
| 2010年 （第83回）              |                                                   |                                            |      |
| クリスチャン・ベール           | ザ・ファイター                                    | ディッキー・エクランド                     |      |
| ジョン・ホークス               | ウィンターズ・ボーン                              | ティアドロップ・ドリー                     |      |
| ジェレミー・レナー             | ザ・タウン                                        | ジェームズ・"ジェム"・コグリン             |      |
| マーク・ラファロ               | キッズ・オールライト                              | ポール                                     |      |
| ジェフリー・ラッシュ           | 英国王のスピーチ                                  | ライオネル・ローグ                         |      |
| 2011年 （第84回）              |                                                   |                                            |      |
| クリストファー・プラマー       | 人生はビギナーズ                                  | ハル・フィールズ                           |      |
| ケネス・ブラナー               | マリリン 7日間の恋                                | ローレンス・オリヴィエ                     |      |
| ジョナ・ヒル                   | マネーボール                                      | ピーター・ブランド                         |      |
| ニック・ノルティ               | ウォーリアー                                      | パディ・コンロン                           |      |
| マックス・フォン・シドー       | ものすごくうるさくて、ありえないほど近い          | 間借り人                                   |      |
| 2012年 （第85回）              |                                                   |                                            |      |
| クリストフ・ヴァルツ           | ジャンゴ 繋がれざる者                             | ドクター・キング・シュルツ                 |      |
| アラン・アーキン               | アルゴ                                            | レスター・シーゲル                         |      |
| ロバート・デ・ニーロ           | 世界にひとつのプレイブック                        | パット・ソリータ・シニア                   |      |
| トミー・リー・ジョーンズ       | リンカーン                                        | タデウス・スティーブンス                   |      |
| フィリップ・シーモア・ホフマン | ザ・マスター                                      | ランカスター・ドッド                       |      |
| 2013年 （第86回）              |                                                   |                                            |      |
| ジャレッド・レト               | ダラス・バイヤーズクラブ                          | レイヨン                                   |      |
| ジョナ・ヒル                   | ウルフ・オブ・ウォールストリート                  | ドニー・アゾフ                             |      |
| バーカッド・アブディ           | キャプテン・フィリップス                          | アブディワリ・ムセ                         |      |
| マイケル・ファスベンダー       | それでも夜は明ける                                | エドウィン・エップス                       |      |
| ブラッドリー・クーパー         | アメリカン・ハッスル                              | リッチー・ディマソ                         |      |
| 2014年 （第87回）              |                                                   |                                            |      |
| J・K・シモンズ                 | セッション                                        | テレンス・フレッチャー                     |      |
| ロバート・デュヴァル           | ジャッジ 裁かれる判事                             | ジョセフ・パルマー                         |      |
| イーサン・ホーク               | 6才のボクが、大人になるまで。                     | メイソン・エヴァンス・シニア               |      |
| エドワード・ノートン           | バードマン あるいは（無知がもたらす予期せぬ奇跡） | マイク・シャイナー                         |      |
| マーク・ラファロ               | フォックスキャッチャー                            | デイヴ・シュルツ                           |      |
| 2015年 （第88回）              |                                                   |                                            |      |
| マーク・ライランス             | ブリッジ・オブ・スパイ                            | ルドルフ・アベル                           |      |
| クリスチャン・ベール           | マネー・ショート 華麗なる大逆転                   | マイケル・バリー                           |      |
| トム・ハーディ                 | レヴェナント: 蘇えりし者                          | ジョン・フィッツジェラルド                 |      |
| マーク・ラファロ               | スポットライト 世紀のスクープ                     | マイケル・レゼンデス                       |      |
| シルヴェスター・スタローン     | クリード チャンプを継ぐ男                         | ロッキー・バルボア                         |      |
| 2016年 （第89回）              |                                                   |                                            |      |
| マハーシャラ・アリ             | ムーンライト                                      | ホアン                                     |      |
| ジェフ・ブリッジス             | 最後の追跡                                        | テキサス・レンジャー・マーカス・ハミルトン |      |
| ルーカス・ヘッジズ             | マンチェスター・バイ・ザ・シー                    | パトリック・チャンドラー                   |      |
| デーヴ・パテール               | LION/ライオン 〜25年目のただいま〜                | サルー・ブライアリー                       |      |
| マイケル・シャノン             | ノクターナル・アニマルズ                          | ボビィ・アンデス刑事                       |      |
| 2017年 （第90回）              |                                                   |                                            |      |
| サム・ロックウェル             | スリー・ビルボード                                | ジェイソン・ディクソン保安官               |      |
| ウィレム・デフォー             | フロリダ・プロジェクト 真夏の魔法                 | ボビー・ヒックス                           |      |
| ウディ・ハレルソン             | スリー・ビルボード                                | ビル・ウィロビー署長                       |      |
| リチャード・ジェンキンス       | シェイプ・オブ・ウォーター                        | ジャイルズ                                 |      |
| クリストファー・プラマー       | ゲティ家の身代金                                  | J・ポール・ゲティ                          |      |
| 2018年 （第91回）              |                                                   |                                            |      |
| マハーシャラ・アリ             | グリーンブック                                    | ドン・シャーリー                           |      |
| アダム・ドライバー             | ブラック・クランズマン                            | フィリップ・ジマーマン                     |      |
| サム・エリオット               | アリー/ スター誕生                                | ボビー・メイン                             |      |
| リチャード・E・グラント        | ある女流作家の罪と罰                              | ジャック・ホック                           |      |
| サム・ロックウェル             | バイス                                            | ジョージ・W・ブッシュ                      |      |
| 2019年 （第92回）              |                                                   |                                            |      |
| ブラッド・ピット               | ワンス・アポン・ア・タイム・イン・ハリウッド      | クリフ・ブース                             |      |
| トム・ハンクス                 | 幸せへのまわり道                                  | フレッド・ロジャース                       |      |
| アンソニー・ホプキンス         | 2人のローマ教皇                                   | 教皇ベネディクト16世                       |      |
| アル・パチーノ                 | アイリッシュマン                                  | ジミー・ホッファ                           |      |
| ジョー・ペシ                   | アイリッシュマン                                  | ラッセル・ブファリーノ                     |      |

### 2020年代
| 年                             | 男優名                                             | 作品名                           | 役名 |
| ------------------------------ | -------------------------------------------------- | -------------------------------- | ---- |
| 2020/21年 （第93回）           |                                                    |                                  |      |
| ダニエル・カルーヤ             | ユダ&ブラック・メシア 裏切りの代償                 | フレッド・ハンプトン             |      |
| サシャ・バロン・コーエン       | シカゴ7裁判                                        | アビー・ホフマン                 |      |
| レスリー・オドム・Jr           | あの夜、マイアミで                                 | サム・クック                     |      |
| ポール・レイシー               | サウンド・オブ・メタル -聞こえるということ-        | ジョー                           |      |
| ラキース・スタンフィールド     | ユダ&ブラック・メシア 裏切りの代償                 | ウィリアム・オニール             |      |
| 2021年 （第94回）              |                                                    |                                  |      |
| トロイ・コッツァー             | コーダ あいのうた                                  | フランク・ロッシ                 |      |
| キアラン・ハインズ             | ベルファスト                                       | ポップ                           |      |
| ジェシー・プレモンス           | パワー・オブ・ザ・ドッグ                           | ジョージ・バーバンク             |      |
| J・K・シモンズ                 | 愛すべき夫妻の秘密                                 | ウィリアム・フローリー           |      |
| コディ・スミット＝マクフィー   | パワー・オブ・ザ・ドッグ                           | ピーター・ゴードン               |      |
| 2022年 （第95回）              |                                                    |                                  |      |
| キー・ホイ・クァン             | エブリシング・エブリウェア・オール・アット・ワンス | ウェイモンド・ワン               |      |
| ブレンダン・グリーソン         | イニシェリン島の精霊                               | コルム・ドハティ                 |      |
| ブライアン・タイリー・ヘンリー | その道の向こうに                                   | ジェームズ・オーコイン           |      |
| ジャド・ハーシュ               | フェイブルマンズ                                   | ボリス・シルドクラウト           |      |
| バリー・コーガン               | イニシェリン島の精霊                               | ドミニク・カーニー               |      |
| 2023年 （第96回）              |                                                    |                                  |      |
| ロバート・ダウニー・Jr.        | オッペンハイマー                                   | ルイス・ストローズ               |      |
| スターリング・K・ブラウン      | アメリカン・フィクション                           | クリフォード・"クリフ"・エリソン |      |
| ロバート・デ・ニーロ           | キラーズ・オブ・ザ・フラワームーン                 | ウィリアム・キング・ヘイル       |      |
| ライアン・ゴズリング           | バービー                                           | ケン                             |      |
| マーク・ラファロ               | 哀れなるものたち                                   | ダンカン・ウェダバーン           |      |
| 2024年 （第97回）              |                                                    |                                  |      |
| キーラン・カルキン             | リアル・ペイン〜心の旅〜                           | ベンジャミン・カプラン           |      |
| ユーリー・ボリソフ             | ANORA アノーラ                                     | イゴール                         |      |
| エドワード・ノートン           | 名もなき者/A COMPLETE UNKNOWN                      | ピート・シーガー                 |      |
| ガイ・ピアース                 | ブルータリスト                                     | ハリソン・ヴァン・ビューレン     |      |
| ジェレミー・ストロング         | アプレンティス:ドナルド・トランプの創り方          | ロイ・コーン                     |      |